# Elecciones estatales de Brandeburgo de 2019
Las elecciones estatales de Brandeburgo se celebraron el 1 de septiembre de 2019, con el propósito de elegir a los miembros del Parlamento Regional de Brandeburgo. Los comicios se llevaron a cabo en paralelo a las elecciones estatales de Sajonia.

## Antecedentes
La última elección al Parlamento Regional de Brandeburgo tuvo lugar el 14 de septiembre de 2014 y llevó a la formación de un gobierno de coalición entre el Partido Socialdemócrata (SPD) y la Unión Demócrata Cristiana (CDU), bajo el Ministro-Presidente Dietmar Woidke.
Desde los últimos comicios, se observó un gran crecimiento electoral del partido Alternativa para Alemania (AfD), que obtuvo incluso la primera mayoría a nivel estatal en las elecciones al Parlamento Europeo de 2019.
El ministro-presidente Woidke rechazó categóricamente una coalición con la AfD, pero declarando que "todas las demás variantes no pueden ser excluidas". La cooperación con la AfD también fue rechazada por todos los demás partidos. El vice primer ministro Christian Görke (Die Linke) declaró estar abierto a una alianza entre el SPD, Die Linke y Alianza 90/Los Verdes. Ingo Senftleben (candidato de la CDU) vio "similitudes" con los Verdes.

## Partidos participantes
Los siguientes partidos participarán en la elección:
- Partido Socialdemócrata de Alemania (SPD)
- Unión Demócrata Cristiana (CDU)
- La Izquierda (Linke)
- Alternativa para Alemania (AfD)
- Alianza 90/Los Verdes (Grüne)
- Movimientos Cívicos Unidos de Brandeburgo/Votantes Libres (BVB/Freie Wähler)
- Partido Pirata de Alemania (Piraten)
- Partido Democrático Libre (FDP)
- Partido Ecológico-Democrático (ÖDP)
- Partido Ser Humano, Medio Ambiente y Protección de los Animales (Tierschutzpartei)
- V-Partei³ – Partei für Veränderung, Vegetarier und Veganer (V-Partei³)

## Encuestas

### Partidos
| Encuestador             | Fecha      |        |        | Linke  |        |        |       |       | Otros |
| ----------------------- | ---------- | ------ | ------ | ------ | ------ | ------ | ----- | ----- | ----- |
| Forschungsgruppe Wahlen | 29.08.2019 | 22 %   | 16,5 % | 14 %   | 21 %   | 14,5 % | 4 %   | 5 %   | 3 %   |
| INSA                    | 27.08.2019 | 21 %   | 17 %   | 15 %   | 21 %   | 14 %   | 5 %   | 5 %   | 2 %   |
| Forschungsgruppe Wahlen | 23.08.2019 | 21 %   | 18 %   | 14 %   | 20 %   | 14 %   | 4 %   | 5 %   | 4 %   |
| Infratest dimap         | 22.08.2019 | 22 %   | 18 %   | 15 %   | 22 %   | 12 %   | 4 %   | 5 %   | 2 %   |
| Forsa                   | 09.08.2019 | 17 %   | 18 %   | 14 %   | 21 %   | 16 %   | 4 %   | 5 %   | 5 %   |
| INSA                    | 02.07.2019 | 19 %   | 18 %   | 16 %   | 19 %   | 16 %   | 3 %   | 6 %   | 3 %   |
| Infratest dimap         | 11.06.2019 | 18 %   | 17 %   | 14 %   | 21 %   | 17 %   | 4 %   | 5 %   | 4 %   |
| INSA                    | 30.05.2019 | 19 %   | 20 %   | 18 %   | 20 %   | 12 %   | 3 %   | 5 %   | 3 %   |
| Infratest dimap         | 09.04.2019 | 22 %   | 20 %   | 16 %   | 19 %   | 12 %   | —     | 5 %   | 6 %   |
| INSA                    | 07.02.2019 | 21 %   | 21 %   | 17 %   | 19 %   | 10 %   | 4 %   | 5 %   | 3 %   |
| policy matters          | 10.01.2019 | 23 %   | 21 %   | 18 %   | 21 %   | 10 %   | —     | 3 %   | 4 %   |
| Forsa                   | 01.01.2019 | 20 %   | 19 %   | 17 %   | 20 %   | 12 %   | —     | 5 %   | 7 %   |
| Elecciones de 2014      | 14.09.2014 | 31,9 % | 23,0 % | 18,6 % | 12,2 % | 6,2 %  | 2,7 % | 1,5 % | 6,8 % |

### Preferencia de Ministro-Presidente
| Encuestador             | Fecha      | Dietmar Woidke (SPD) | Ingo Senftleben (CDU) | Andreas Kalbitz (AfD) |
| ----------------------- | ---------- | -------------------- | --------------------- | --------------------- |
| Forschungsgruppe Wahlen | 01.09.2019 | 47 %                 | 23 %                  | —                     |
| Forschungsgruppe Wahlen | 01.09.2019 | 52 %                 | —                     | 12 %                  |
| Forschungsgruppe Wahlen | 29.08.2019 | 51 %                 | 20 %                  | —                     |
| Forschungsgruppe Wahlen | 29.08.2019 | 57 %                 | —                     | 10 %                  |
| Forschungsgruppe Wahlen | 23.08.2019 | 48 %                 | 23 %                  | —                     |
| Forschungsgruppe Wahlen | 23.08.2019 | 61 %                 | —                     | 8 %                   |
| Forsa                   | 09.08.2019 | 38 %                 | 16 %                  | 6 %                   |
| Infratest dimap         | 11.06.2019 | 48 %                 | 11 %                  | 8 %                   |

## Resultados

Mandatos directos en los distritos electorales

| Partido                      | Votos directos | %     | Mandatos directos | Votos de lista | %     | Escaños 2019 | Escaños 2014 |
| ---------------------------- | -------------- | ----- | ----------------- | -------------- | ----- | ------------ | ------------ |
| SPD                          | 325.983        | 25,8  | 25                | 331.238        | 26,2  | 25           | 30           |
| AfD                          | 279.745        | 22,2  | 15                | 297.484        | 23,5  | 23           | 11           |
| CDU                          | 220.461        | 17,5  | 2                 | 196.988        | 15,6  | 15           | 21           |
| B 90/GRÜNE                   | 130.035        | 10,3  | 1                 | 136.364        | 10,8  | 10           | 6            |
| Die Linke                    | 153.722        | 12,2  | −                 | 135.558        | 10,7  | 10           | 17           |
| BVB/Freie Wähler             | 91.019         | 7,2   | 1                 | 63.851         | 5,0   | 5            | 3            |
| FDP                          | 46.067         | 3,6   | −                 | 51.660         | 4,1   | −            | −            |
| Tierschutzpartei             | −              | −     | −                 | 32.959         | 2,6   | −            | −            |
| Piratenpartei                | 1.084          | 0,1   | −                 | 8.712          | 0,7   | −            | −            |
| ÖDP                          | 350            | 0,0   | −                 | 7.237          | 0,6   | −            | −            |
| V-Partei³                    | −              | −     | −                 | 3.055          | 0,2   | −            | −            |
| Die PARTEI                   | 6.615          | 0,5   | −                 | −              | −     | −            | −            |
| DKP                          | 526            | 0,0   | −                 | −              | −     | −            | −            |
| Deutsche Konservative        | 217            | 0,0   | −                 | −              | −     | −            | −            |
| Independientes               | 6.789          | 0,5   | −                 | −              | −     | −            | −            |
| Votos válidos                | 1.262.613 98,6 | 100,0 | 44                | 1.265.106 98,8 | 100,0 | 88           | 88           |
| Votos nulos                  | 18.282 1,4     |       |                   | 15.789 1,2     |       |              |              |
| Votos emitidos Participación | 1.280.895 61,3 | 100,0 |                   | 1.280.895 61,3 | 100,0 |              |              |
| Inscritos                    | 2.088.592      | 100,0 |                   | 2.088.592      | 100,0 |              |              |

## Formación de gobierno
Los gobernantes SPD y Die Linke sufrieron pérdidas, poniendo fin a su coalición. El actual ministro-presidente Dietmar Woidke (SPD) invitó a todos los partidos, excepto AfD, a las negociaciones de coalición, ya que su partido seguía siendo la primera fuerza política. La CDU expresó interés en unirse a la llamada "coalición Kenia" con el SPD y los Verdes, que tendría 50 escaños, y reiteró su negativa a gobernar con AfD. Woidke confirmó que llamó al líder de la CDU, Ingo Senftleben, el día de las elecciones para comenzar las negociaciones, pero expresó reservas sobre el mal desempeño del partido bajo la presión de la derecha. Tampoco descartó la posibilidad de una coalición rojo-rojo-verde con Die Linke y los Verdes, que tendría una mayoría de 45 escaños. La líder de los Verdes, Ursula Nonnemacher, expresó su disposición a participar en cualquiera de las coaliciones, pero dejó en claro que su partido traería sus propios objetivos políticos y se negaría a apoyar a la coalición roja-roja previamente existente.
El 16 de noviembre, tanto la CDU como el SPD votaron a favor de una "coalición Kenia". Los Verdes aprobaron la coalición el 18; Woidke fue debidamente votado por el Parlamento Regional de Brandeburgo para su segundo mandato como Ministro-Presidente dos días después por un conteo de 47 a 37 con 3 abstenciones. La coalición tiene 50 escaños.